# Endroedyantus
Endroedyantus là một chi bọ cánh cứng thuộc họ Scarabaeidae.